# Comuna Koleadîneț, Lîpova Dolîna
Koleadîneț (în ucraineană Колядинець) este o comună în raionul Lîpova Dolîna, regiunea Sumî, Ucraina, formată din satele Hrekî, Koleadîneț (reședința), Kolisnîkî, Kosteanî, Velîkîi Lis și Vovkove.

## Demografie
Componența lingvistică a comunei Koleadîneț
     Ucraineană (98,16%)
     Rusă (1,29%)
Conform recensământului din 2001, majoritatea populației comunei Koleadîneț era vorbitoare de ucraineană (98,16%), existând în minoritate și vorbitori de rusă (1,29%).